# Aloïse Sauvage
Aloïse Sauvage, née le 25 septembre 1992 au Mée-sur-Seine, est une artiste pluridisciplinaire française active à la fois dans la musique, le cinéma, le cirque contemporain et la danse. Remarquée en tant qu'actrice dans le film 120 battements par minute en 2017, elle se lance en 2018 dans la musique, ses clips originaux rencontrant un succès public en ligne. Elle est nommée aux Victoires de la Musique en 2020 dans la catégorie "révélation scène". Elle sort en février 2020 son premier album studio, Dévorantes, suivi de Sauvage en octobre 2022. 
Elle est nommée dans la liste Révélations de l'Académie des arts et techniques du cinéma pour la 50e cérémonie des César en 2025.

## Biographie

### Enfance
Aloïse Sauvage, née en septembre 1992 au Mée-sur-Seine, en Seine-et-Marne, y grandit. Sa mère est directrice d'un établissement scolaire et son père est documentaliste. Aloïse Sauvage fait partie d'une fratrie de trois enfants. Elle intègre le conservatoire du Mée-sur-Seine où elle apprend la flûte traversière, la batterie et le saxophone.
En parallèle, elle pratique le breakdance et écrit ses premiers textes, de slam notamment.
Après son baccalauréat, elle rejoint le Centre régional des arts du cirque de Lomme pour se former et préparer les concours des écoles supérieures de cirque contemporain. Elle passe le concours de l'Académie Fratellini l'année suivante et est acceptée. Elle y passe trois ans d'études en spécialité "acro-danse". Elle rencontre lors de ses études la metteuse en scène et chorégraphe Raphaëlle Boitel, avec qui elle travaille par la suite et qui lui permet de rencontrer celle qui deviendra son agente.

### Débuts
Elle joue pour la première fois dans un long-métrage en 2015 grâce à Nicole Garcia qui la choisit pour interpréter le rôle d'Agostine dans son film Mal de pierres, aux côtés de Marion Cotillard et Louis Garrel.

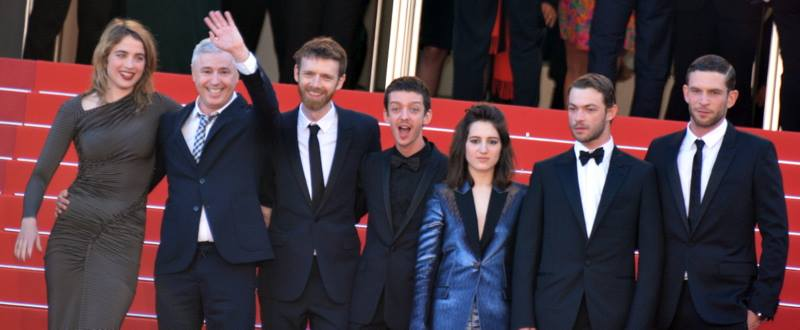
Aloïse Sauvage (5e en partant de la gauche) lors de la montée des marches du Festival de Cannes 2017 de l'équipe du film 120 battements par minute.

En 2016, elle rejoint la distribution du film 120 battements par minute. Elle y interprète Eva, une jeune femme chargée de faire régner l'ordre dans les réunions de l'association Act Up-Paris. Le film est sélectionné lors du Festival de Cannes 2017. Cette même année, elle fait partie des Talents Cannes Adami.
Entre septembre 2017 et mars 2018, Aloïse Sauvage sort plusieurs chansons, Ailleurs Higher, Aphone et Hiver brûlant, et assure les premières parties d'Eddy de Pretto. Entre septembre et novembre 2018, Aloïse Sauvage participe au tournage du film Hors normes d'Olivier Nakache et d'Éric Toledano. Aloïse Sauvage commence l'écriture de chansons (et leur enregistrement) avec les producteurs de musique Josh Rosinet et Le Motif. En novembre 2018, elle participe au festival des Trans Musicales, où sa prestation est remarquée. Lors de ce concert, elle met en place un système de micro suspendu à un filin.
En janvier 2019, sort le film Les Fauves, de Vincent Mariette, où elle interprète Anne, la cousine de Laura (jouée par Lily-Rose Depp). Le tournage s'est déroulé en 2018 en Dordogne pendant trois mois.
En mai 2019, elle sort un premier EP, Jimy.
Durant l'été 2019, elle participe au tournage en Israël de la série Possessions pour Canal+.
En 2020, elle est nommée dans la catégorie Révélation scène à la 35e cérémonie des Victoires de la musique. Lors de la soirée, elle joue sa chanson À l'horizontale. Le 28 février 2020, elle sort son premier album studio, Dévorantes, et sort en même temps le clip de son single Omowi.
En 2022, elle sort son deuxième album studio, Sauvage, et part en tournée dans toute la France et les pays francophones ; elle remplit cette même année une Cigale et un Olympia.
En 2023, elle tourne dans le film Sur un fil, réalisé par Reda Kateb. Il s'agit de son premier rôle principal.

### Environnement artistique
La musique d'Aloïse Sauvage provient principalement du rap. Elle cite comme référence Diam's ou Stromae. Au travers des textes de ses chansons, Aloïse Sauvage aborde l'amour, le lesbianisme (comme sur Jimy) ou l'homophobie comme sur Omowi (jeu de mots pour « Homo, oui ! »), mais aussi la liberté ou l'émancipation,. Elle aborde également l'absence du père dans Papa, le cancer dans Tumeur ou la dépression dans Et cette tristesse. Pour son style, Éric Bureau du Parisien retrouve dans Aloïse Sauvage « l'aplomb, la diction et le sens du refrain gagnant de Diam's, la poésie et la liberté de Christine and the Queens, l'afro-trap du rappeur MHD, la voix auto-tunée de PNL, et l'art de Stromae de faire danser les maux… ». Aloïse Sauvage évoque aussi beaucoup le sexisme et les injonctions qui en relèvent, en particulier l'apparence physique, vestimentaire, et les stéréotypes de genre imposés aux femmes, ainsi que le mouvement MeToo et ses implications, les violences sexuelles et la résistance. Elle se revendique comme une artiste féministe, militante de la déconstruction, dans une optique liée aux combats queer et LGBTQIAP+ de dépassement des genres.

### Vie privée
Aloïse Sauvage est une lesbienne affichée et militante, en lien avec son art.

## Filmographie
Sauf indication contraire, les informations mentionnées dans cette section peuvent être confirmées par les bases de données cinématographiques IMDb et Allociné,  présentes dans la section « Liens externes ».

### Cinéma

#### Longs métrages
- 2016 : Mal de pierres de Nicole Garcia : Agostine
- 2017 : 120 battements par minute de Robin Campillo : Eva
- 2017 : Django d'Étienne Comar : une résistante
- 2018 : Cold War de Paweł Pawlikowski : la serveuse
- 2018 : Les Fauves de Vincent Mariette : Anne
- 2019 : Hors normes d'Olivier Nakache et Éric Toledano : Shirel
- 2019 : Je ne sais pas si c'est tout le monde de Vincent Delerm : elle-même
- 2021 : Placés de Nessim Chikhaoui : Cécile
- 2022 : Tout fout le camp de Sébastien Betbeder : la policière
- 2023 : La Syndicaliste de Jean-Paul Salomé : Chambard
- 2024 : Sur un fil de Reda Kateb : Jo
- 2024 : Bergers de Sophie Deraspe : Clotilde
- 2025 : La Petite Dernière de Hafsia Herzi
- 2025 : Miss Mermaid de Pauline Brunner et Marion Verle : Fanny

#### Courts métrages
- 2017 : Chougmuud de Cécile Telerman - Talents Cannes Adami : Lucie
- 2018 : Drifted d'Emilie Lesgourgues
- 2019 : La Route du sel de Matthieu Vigneau : Christalle
- 2022 : Laeticia35 de Victoria Musiedlak : Carole
- 2023 : Des jeunes filles enterrent leur vie de Maïté Sonnet : Marguerite

### Télévision
- 2016 : Trepalium (Arte) : Vali (6 épisodes)[5]
- 2018 : Je ne t'aime pas (Arte Numérique) de Tommy Weber
- 2018 : Je sais tomber (Arte) d'Alain Tasma : Julius
- 2018 : Dix pour cent de Marc Fitoussi : Lucie[22]
- 2020 : Possessions (Canal+) de Thomas Vincent : Jessica (6 épisodes)
- 2021 : Stalk (France.tv Slash) : Charlie (10 épisodes) (saison 2)
- 2021 : Christmas Flow (Netflix) de Nadège Loiseau : Jeanne (3 épisodes)
- 2024 : Des gens bien ordinaires (Canal+) d'Ovidie : Sharon (saison 2)

### Doublage
- 2022 : Les Démons d'argile de Nuno Beato : Rosa

## Discographie

### EP et albums
| Titre                                                              | Détails de l'album                                                   | Meilleure position | Meilleure position |
| Titre                                                              | Détails de l'album                                                   | [ 23 ]             | WA                 |
| ------------------------------------------------------------------ | -------------------------------------------------------------------- | ------------------ | ------------------ |
| Jimy (EP)                                                          | - Date de sortie : 29 mars 2019 - Label : Initial Artist Services    | 121                | —                  |
| Dévorantes                                                         | - Date de sortie : 28 février 2020 - Label : Initial Artist Services | 38                 | 66                 |
| Sauvage                                                            | - Date de sortie : 07 octobre 2022 - Label : Capitol Music France    | 89                 | —                  |
| « — » indique que le titre n'est pas sorti ou classé dans le pays. |                                                                      |                    |                    |

### Singles
| Titre                                                              | Année | Meilleure position | Meilleure position | Album              |
| Titre                                                              | Année | [ 23 ]             | WA                 | Album              |
| ------------------------------------------------------------------ | ----- | ------------------ | ------------------ | ------------------ |
| Ailleurs Higher                                                    | 2017  | —                  | —                  |                    |
| Aphone                                                             | 2017  | —                  | —                  |                    |
| Hiver brûlant                                                      | 2017  | —                  | —                  |                    |
| Parfois faut                                                       | 2019  | —                  | —                  | Jimy               |
| À l'horizontale                                                    | 2019  | —                  | —                  | Jimy et Dévorantes |
| Et cette tristesse                                                 | 2019  | —                  | —                  | Jimy et Dévorantes |
| Omowi                                                              | 2020  | —                  | —                  | Dévorantes         |
| Focus                                                              | 2022  | —                  | —                  | Sauvage            |
| Crop Top                                                           | 2022  | —                  | —                  | Sauvage            |
| Love                                                               | 2022  | —                  | —                  | Sauvage            |
| M'envoler                                                          | 2022  | —                  | —                  | Sauvage            |
| « — » indique que le titre n'est pas sorti ou classé dans le pays. |       |                    |                    |                    |